# 懷特奧克鎮區 (密蘇里州哈里森縣)
懷特奧克鎮區（英語：White Oak Township）是位於美國密蘇里州哈里森縣的一個行政鎮區。

## 地方資料
懷特奧克鎮區的面積為93.70平方千米，當中陸地面積為93.02平方千米，而水域面積為0.68平方千米。根據2020年美國人口普查的數據，當地共有人口420人，而人口密度為每平方千米4.48人。